# Ganglio submandibular
El ganglio submandibular es parte del sistema nervioso autónomo. Es uno de los cuatro ganglios parasimpáticos de la cabeza y el cuello.

## Anatomía
El ganglio submandibular es pequeño y fusiforme. Se encuentra ubicado en el piso de la cavidad oral, sobre la glándula submandibular. Este ganglio se encuentra "suspendido" del nervio lingual por dos filamentos, uno anterior y el otro posterior. Mediante el filamento posterior recibe las fibras parasimpáticas de la cuerda del tímpano, que estaban dentro del nervio lingual. Luego algunas fibras salientes regresan al nervio lingual, a través del filamento anterior para llegar a las glándulas, mientras que otras pasan directamente del ganglio a las glándulas.
con función secretomotora.

## Fibras nerviosas
En los ganglios parasimpáticos de la cabeza y el cuello las fibras parasimpáticas hacen sinapsis, y una nueva neurona "postganglionar" emerge. Además, otras fibras pasan por el ganglio sin hacer sinapsis. 
Las fibras que pasan por el ganglio provienen de:
- Neuronas parasimpáticas preganglionares provenientes del núcleo salivar superior del nervio facial en la protuberancia, que llegan a través de la cuerda del tímpano.
- Fibras simpáticas del ganglio cervical superior que llegan a través del plexo carotídeo externo.
- Neuronas posganglionares, que van a inervar las glándulas salivales submandibular y sublingual, además de la mucosa oral y todas las glándulas salivales menores de la mitad inferior de la cavidad oral.[1]  Estimulan la secreción de saliva.